# トーセンジョーダン
トーセンジョーダン（欧字名:Tosen Jordan、2006年2月4日 - ）は日本の競走馬。主な勝ち鞍は2011年の天皇賞（秋）、アメリカジョッキークラブカップ、札幌記念、2010年のアルゼンチン共和国杯。
馬名の「トーセン」は冠名。「ジョーダン」はカリフォルニア産ワインの銘柄に由来するが、バスケットボール選手のマイケル・ジョーダンともかけられており、馬名登録上では人名であるとされている。2007年に開催されたセレクトセールの1歳馬市場で1億7000万円で取り引きされた。

## 戦績

### 2008年
デビュー戦は11月1日、京都芝2000mの新馬戦。中団でレースを進めるも6着だった。2戦目の福島芝2000mで初勝利を飾った（タイムの2:02.7は福島の芝2000mの基準タイム（福島の2歳芝2000mのレースはトーセンジョーダンが勝ったレースが初めてだったためレコードタイムではない。）を記録）。その後中山の500万下の葉牡丹賞とオープンのホープフルステークスを連勝した。

### 2009年
初戦は共同通信杯で先行するも2着惜敗となったがクラシック候補として名乗りをあげた。しかしその後裂蹄が見つかり結局クラシックへの出走はならなかった。復帰は11月の京都のアンドロメダステークスで休み明けながら2着に健闘。しかし中日新聞杯では追い込むも4着に敗れた。

### 2010年

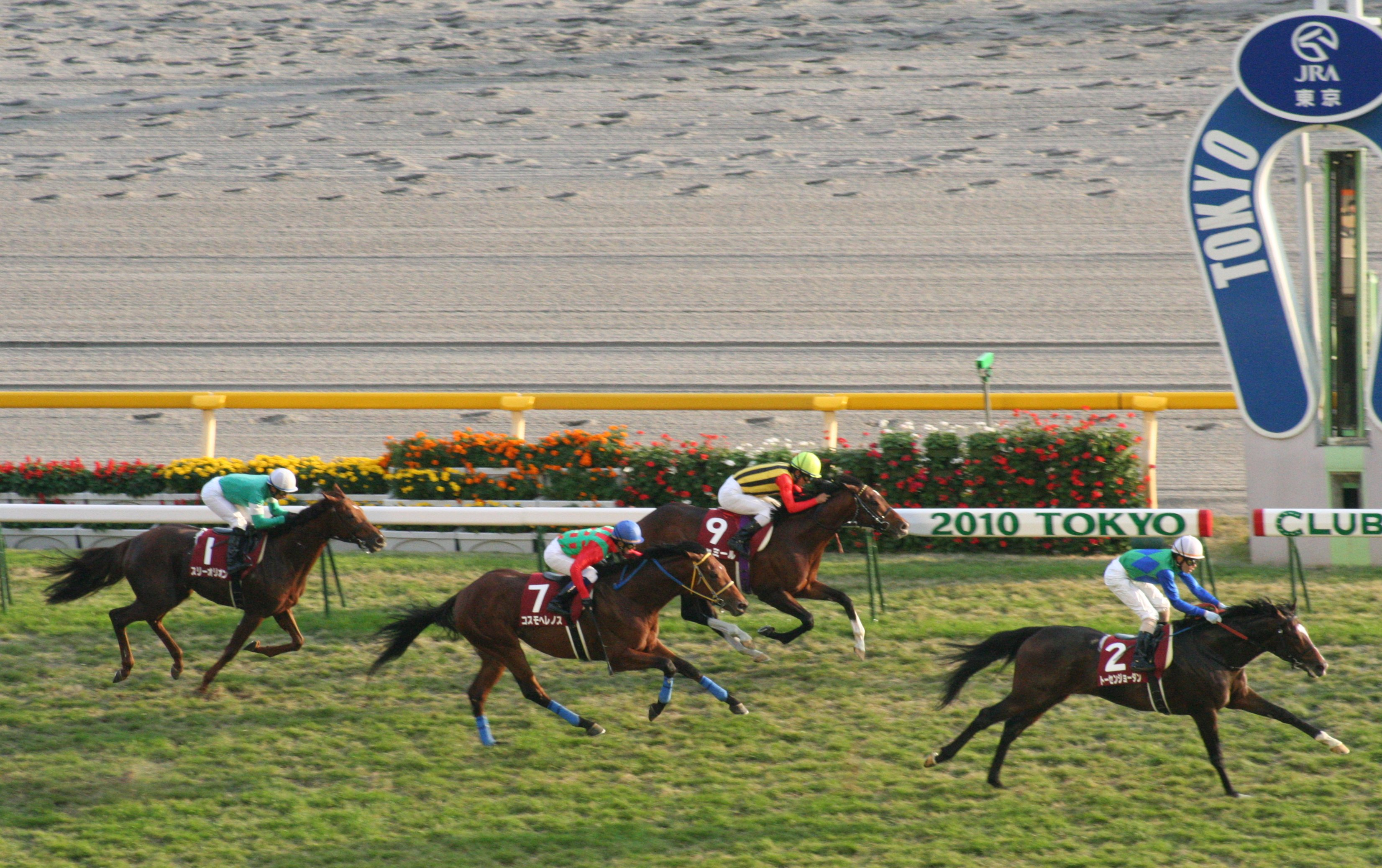
アルゼンチン共和国杯

半年の休養後、準オープンに降級した初戦の函館の五稜郭ステークスは5着に敗れたものの、続く漁火ステークスで人気に応えて勝利し、再びオープン入り。続く東京のアイルランドトロフィーもトゥザグローリーに競り勝ち、アルゼンチン共和国杯も直線差しきり3連勝で重賞初制覇した。有馬記念はスローの逃げで粘り5着に入り込んだ。

### 2011年

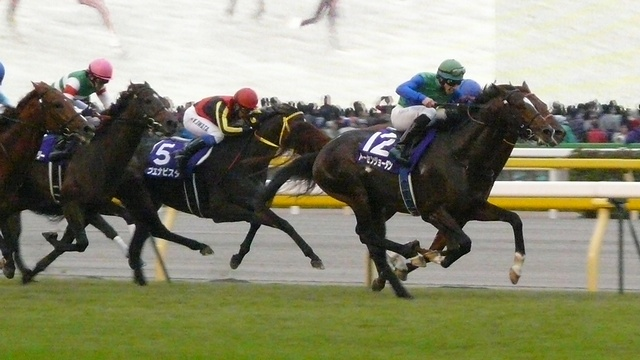
天皇賞（秋）

初戦のアメリカジョッキークラブカップでは中団待機から徐々に進出すると、最後の直線で逃げ粘ったミヤビランベリを捕らえて重賞2勝目をあげた。その後阪神大賞典に出走予定だったが、右肩ハ行のため出走取消となった。宝塚記念では後方に待機するも直線伸びきれず9着に敗れた。その後2ヶ月休養の後、札幌記念に出走。ゴール前でアクシオン、レッドディザイアとの接戦を制して重賞3勝目を挙げた。その2ヶ月後、第144回天皇賞・秋にニコラ・ピンナ騎乗で出走、後方待機から直線で先頭に立つとダークシャドウ、ペルーサの追撃を抑えて1着となり初のGI制覇となった。勝ち時計の1分56秒1は、2008年の天皇賞（秋）でウオッカがマークした1分57秒2というコースレコードを1秒1更新すると同時に、2001年にツジノワンダーが新潟競馬場でマークした芝2000mの日本レコードをも0秒3上回る日本レコードタイムとなった。続くジャパンカップでは2番手追走から直線でしぶとく脚を伸ばし残り200mで先頭に立つも外から追い込んできたブエナビスタにかわされ2着。有馬記念では好位でレースを進めたが、直線で伸びを欠きオルフェーヴルの5着に敗れた。

### 2012年
初戦の大阪杯ではショウナンマイティの3着と逃げ粘った。第145回天皇賞・春では好位でレースを進め、直線で懸命に脚を伸ばしたがビートブラックの2着に敗れる。その後は前年同様札幌記念に出走する予定だったが、裂蹄のため回避した。
秋は天皇賞（秋）から始動するが13着と大敗し、続くジャパンカップでも6着に終わり、精彩を欠いた。

### 2013年
函館開催の札幌記念から始動し13着、続く天皇賞（秋）では11着と精彩を欠いたが、ジャパンカップで単勝オッズ100倍以上という低評価ながら勝ち馬からタイム差無しの3着と好走した。ジャパンカップ3着で復活の兆しを見せたが、続く有馬記念では14着と惨敗した。

### 2014年
半年の休養の後、鳴尾記念から復帰したが、終始後方のまま8着に敗れた。続く宝塚記念でも直線で全く伸びず10着に敗れた。秋は天皇賞（秋）から始動したが、17着と大敗を喫した。続くジャパンカップでも14着に敗れ、2014年12月5日付けで競走馬登録を抹消した。引退後は北海道日高町のブリーダーズ・スタリオン・ステーションで種牡馬となる。

## 競走成績
| 競走日     | 競馬場 | 競走名               | 格       | 距離（馬場）  | 頭 数 | 枠 番 | 馬 番 | オッズ （人気） | 着順 | タイム （上り3F） | 着差 | 騎手             | 斤量   | 1着馬（2着馬）         |
| ---------- | ------ | -------------------- | -------- | ------------- | ----- | ----- | ----- | --------------- | ---- | ----------------- | ---- | ---------------- | ------ | ---------------------- |
| 2008.11.01 | 京都   | 2歳新馬              |          | 芝2000m（良） | 14    | 3     | 4     | 006.5（04人）   | 06着 | R2:04.6 (35.3)    | -0.5 | 武豊             | 55kg   | ファミリズム           |
| 0000.11.16 | 福島   | 2歳未勝利            |          | 芝2000m（良） | 16    | 7     | 13    | 003.4（01人）   | 01着 | R2:02.7 (37.0)    | -0.2 | 北村友一         | 55kg   | （キアラ）             |
| 0000.12.06 | 中山   | 葉牡丹賞             | 500万下  | 芝2000m（良） | 9     | 3     | 3     | 004.6（02人）   | 01着 | R2:00.5 (35.4)    | -0.2 | O.ペリエ         | 55kg   | （セイクリッドバレー） |
| 0000.12.28 | 中山   | ホープフルS          | OP       | 芝2000m（良） | 13    | 2     | 2     | 002.0（01人）   | 01着 | R2:00.4 (35.4)    | -0.4 | O.ペリエ         | 56kg   | （アラシヲヨブオトコ） |
| 2009.02.08 | 東京   | 共同通信杯           | GIII     | 芝1800m（良） | 15    | 2     | 3     | 004.1（02人）   | 02着 | R1:47.6 (34.4)    | -0.3 | 松岡正海         | 56kg   | ブレイクランアウト     |
| 0000.11.14 | 京都   | アンドロメダS        | OP       | 芝2000m（重） | 17    | 3     | 6     | 004.6（02人）   | 02着 | R2:00.7 (34.9)    | -0.2 | C.スミヨン       | 54kg   | ナムラクレセント       |
| 0000.12.12 | 中京   | 中日新聞杯           | GIII     | 芝2000m（良） | 15    | 8     | 15    | 003.4（02人）   | 04着 | R1:58.0 (35.4)    | -0.6 | C.スミヨン       | 55kg   | アーネストリー         |
| 2010.07.04 | 函館   | 五稜郭S              | 1600万下 | 芝2000m（良） | 10    | 4     | 4     | 003.3（01人）   | 05着 | R2:02.2 (35.4)    | -0.4 | 藤岡佑介         | 58.5kg | マイネルキーロフ       |
| 0000.07.31 | 函館   | 漁火S                | 1600万下 | 芝1800m（良） | 14    | 6     | 9     | 001.7（01人）   | 01着 | R1:49.4 (35.3)    | -0.2 | D.ホワイト       | 57kg   | （ミッキーパンプキン） |
| 0000.10.16 | 東京   | アイルランドT        | OP       | 芝2000m（良） | 14    | 6     | 9     | 003.6（02人）   | 01着 | R1:59.2 (33.6)    | -0.1 | 内田博幸         | 56kg   | （トゥザグローリー）   |
| 0000.11.07 | 東京   | アルゼンチン共和国杯 | GII      | 芝2500m（良） | 18    | 1     | 2     | 003.1（01人）   | 01着 | R2:30.0 (35.2)    | -0.3 | 三浦皇成         | 57kg   | （ジャミール）         |
| 0000.12.26 | 中山   | 有馬記念             | GI       | 芝2500m（良） | 15    | 2     | 4     | 020.0（07人）   | 05着 | R2:32.9 (34.9)    | -0.3 | 三浦皇成         | 57kg   | ヴィクトワールピサ     |
| 2011.01.23 | 中山   | AJCC                 | GII      | 芝2200m（良） | 11    | 6     | 6     | 001.9（01人）   | 01着 | R2:14.2 (34.7)    | -0.1 | 内田博幸         | 58kg   | （ミヤビランベリ）     |
| 0000.03.20 | 阪神   | 阪神大賞典           | GII      | 芝3000m（良） | 13    | 7     | 11    | -               | 取消 | -                 | -    | 内田博幸         | 58kg   | ナムラクレセント       |
| 0000.06.26 | 阪神   | 宝塚記念             | GI       | 芝2200m（良） | 16    | 7     | 13    | 045.9（09人）   | 09着 | R2:11.2 (35.2)    | -1.1 | N.ピンナ         | 58kg   | アーネストリー         |
| 0000.08.21 | 札幌   | 札幌記念             | GII      | 芝2000m（良） | 13    | 8     | 13    | 003.0（01人）   | 01着 | R2:00.4 (34.5)    | -0.0 | 福永祐一         | 57kg   | （アクシオン）         |
| 0000.10.30 | 東京   | 天皇賞（秋）         | GI       | 芝2000m（良） | 18    | 6     | 12    | 033.3（07人）   | 01着 | R1:56.1 (34.2)    | -0.1 | N.ピンナ         | 58kg   | （ダークシャドウ）     |
| 0000.11.27 | 東京   | ジャパンC            | GI       | 芝2400m（良） | 16    | 8     | 16    | 014.1（06人）   | 02着 | R2:24.2 (34.3)    | -0.0 | C.ウィリアムズ   | 57kg   | ブエナビスタ           |
| 0000.12.25 | 中山   | 有馬記念             | GI       | 芝2500m（良） | 13    | 6     | 10    | 009.2（03人）   | 05着 | R2:36.3 (33.9)    | -0.3 | C.ウィリアムズ   | 57kg   | オルフェーヴル         |
| 2012.04.01 | 阪神   | 産経大阪杯           | GII      | 芝2000m（稍） | 12    | 2     | 2     | 004.5（02人）   | 03着 | R2:05.8 (35.6)    | -0.3 | 岩田康誠         | 58kg   | ショウナンマイティ     |
| 0000.04.29 | 京都   | 天皇賞（春）         | GI       | 芝3200m（良） | 18    | 8     | 16    | 010.2（03人）   | 02着 | R3:14.5 (34.0)    | -0.7 | 岩田康誠         | 58kg   | ビートブラック         |
| 0000.10.28 | 東京   | 天皇賞（秋）         | GI       | 芝2000m（良） | 18    | 7     | 15    | 020.0（07人）   | 13着 | R1:58.7 (34.5)    | -1.4 | C.スミヨン       | 58kg   | エイシンフラッシュ     |
| 0000.11.25 | 東京   | ジャパンC            | GI       | 芝2400m（良） | 17    | 8     | 16    | 055.6（10人）   | 06着 | R2:23.9 (33.8)    | -0.8 | C.スミヨン       | 57kg   | ジェンティルドンナ     |
| 2013.08.18 | 函館   | 札幌記念             | GII      | 芝2000m（重） | 16    | 3     | 5     | 010.2（04人）   | 13着 | R2:11.7 (42.9)    | -5.2 | 戸崎圭太         | 57kg   | トウケイヘイロー       |
| 0000.10.27 | 東京   | 天皇賞（秋）         | GI       | 芝2000m（良） | 17    | 5     | 10    | 059.7（10人）   | 11着 | R1:59.8 (37.0)    | -2.3 | I.メンディザバル | 58kg   | ジャスタウェイ         |
| 0000.11.24 | 東京   | ジャパンC            | GI       | 芝2400m（良） | 17    | 3     | 5     | 100.3（11人）   | 03着 | R2:26.1 (34.1)    | -0.0 | W.ビュイック     | 57kg   | ジェンティルドンナ     |
| 0000.12.22 | 中山   | 有馬記念             | GI       | 芝2500m（良） | 16    | 8     | 16    | 024.8（05人）   | 14着 | R2:35.8 (39.9)    | -3.5 | 内田博幸         | 57kg   | オルフェーヴル         |
| 2014.06.07 | 阪神   | 鳴尾記念             | GIII     | 芝2000m（良） | 12    | 1     | 1     | 008.3（04人）   | 08着 | R1:59.6 (35.0)    | -0.5 | 内田博幸         | 57kg   | エアソミュール         |
| 0000.06.29 | 阪神   | 宝塚記念             | GI       | 芝2200m（良） | 12    | 6     | 8     | 067.2（11人）   | 10着 | R2:15.3 (36.1)    | -1.4 | 内田博幸         | 58kg   | ゴールドシップ         |
| 0000.11.02 | 東京   | 天皇賞（秋）         | GI       | 芝2000m（良） | 18    | 8     | 16    | 139.6（17人）   | 17着 | R2:00.7 (35.1)    | -1.0 | P.ブドー         | 58kg   | スピルバーグ           |
| 0000.11.30 | 東京   | ジャパンC            | GI       | 芝2400m（良） | 18    | 6     | 11    | 169.9（16人）   | 14着 | R2:26.0 (37.6)    | -2.9 | P.ブドー         | 57kg   | エピファネイア         |

- タイム欄のRはレコード勝ちを示す。

## 種牡馬成績
2015年からブリーダーズ・スタリオン・ステーションで種牡馬入り。初年度の種付数は102頭、2年目は121頭だった。
2018年8月7日門別競馬場でアビゲイルが産駒の初勝利を挙げた。同8月18日には小倉競馬場でアズマヘリテージが産駒のJRA初勝利を挙げている。
2021年からはエスティファームで繋養されている。

### 主な産駒
- 2017年産
  - セシール（2020年OROオータムティアラ、イーハトーブマイル）[13]
- 2018年産
  - ジェフリー（2021年ウイナーカップ）[14]
  - アンタンスルフレ（2022年・2023年・2024年北國王冠3連覇、2023年東海菊花賞）[15]
- 2019年産
  - シウラグランデ（2022年佐賀ユースカップ）[16]

## 血統表
| トーセンジョーダンの血統        | トーセンジョーダンの血統                                                      | トーセンジョーダンの血統                                                      | （血統表の出典）                                                              | （血統表の出典） |
| 父系                            | ゼダーン系                                                                    | ゼダーン系                                                                    | ゼダーン系                                                                    | [ § 2 ]          |
| 父 ジャングルポケット 1998 鹿毛 | 父の父*トニービン Tony Bin 1983 鹿毛                                          | *カンパラ Kampala                                                             | Kalamoun                                                                      | Kalamoun         |
| 父 ジャングルポケット 1998 鹿毛 | 父の父*トニービン Tony Bin 1983 鹿毛                                          | *カンパラ Kampala                                                             | State Pension                                                                 |                  |
| 父 ジャングルポケット 1998 鹿毛 | 父の父*トニービン Tony Bin 1983 鹿毛                                          | Severn Bridge                                                                 | Hornbeam                                                                      | Hornbeam         |
| 父 ジャングルポケット 1998 鹿毛 | 父の父*トニービン Tony Bin 1983 鹿毛                                          | Severn Bridge                                                                 | Priddy Fair                                                                   |                  |
| 父 ジャングルポケット 1998 鹿毛 | 父の母*ダンスチャーマー Dance Charmer 1990 黒鹿毛                             | Nureyev                                                                       | Northern Dancer                                                               | Northern Dancer  |
| 父 ジャングルポケット 1998 鹿毛 | 父の母*ダンスチャーマー Dance Charmer 1990 黒鹿毛                             | Nureyev                                                                       | Special                                                                       |                  |
| 父 ジャングルポケット 1998 鹿毛 | 父の母*ダンスチャーマー Dance Charmer 1990 黒鹿毛                             | Skillful Joy                                                                  | Nodouble                                                                      | Nodouble         |
| 父 ジャングルポケット 1998 鹿毛 | 父の母*ダンスチャーマー Dance Charmer 1990 黒鹿毛                             | Skillful Joy                                                                  | Skillful Miss                                                                 |                  |
| 母 エヴリウィスパー 1997 栗毛   | 母の父*ノーザンテースト Northern Taste 1971 栗毛                              | Northern Dancer                                                               | Nearctic                                                                      | Nearctic         |
| 母 エヴリウィスパー 1997 栗毛   | 母の父*ノーザンテースト Northern Taste 1971 栗毛                              | Northern Dancer                                                               | Natalma                                                                       |                  |
| 母 エヴリウィスパー 1997 栗毛   | 母の父*ノーザンテースト Northern Taste 1971 栗毛                              | Lady Victoria                                                                 | Victoria Park                                                                 | Victoria Park    |
| 母 エヴリウィスパー 1997 栗毛   | 母の父*ノーザンテースト Northern Taste 1971 栗毛                              | Lady Victoria                                                                 | Lady Angela                                                                   |                  |
| 母 エヴリウィスパー 1997 栗毛   | 母の母*クラフティワイフ Crafty Wife 1985 栗毛                                 | Crafty Prospector                                                             | Mr. Prospector                                                                | Mr. Prospector   |
| 母 エヴリウィスパー 1997 栗毛   | 母の母*クラフティワイフ Crafty Wife 1985 栗毛                                 | Crafty Prospector                                                             | Real Crafty Lady                                                              |                  |
| 母 エヴリウィスパー 1997 栗毛   | 母の母*クラフティワイフ Crafty Wife 1985 栗毛                                 | Wife Mistress                                                                 | Secretariat                                                                   | Secretariat      |
| 母 エヴリウィスパー 1997 栗毛   | 母の母*クラフティワイフ Crafty Wife 1985 栗毛                                 | Wife Mistress                                                                 | Political Payoff                                                              |                  |
| 母系(F-No.)                     | (FN:9-a)                                                                      | (FN:9-a)                                                                      | (FN:9-a)                                                                      | [ § 3 ]          |
| 5代内の近親交配                 | Northern Dancer 18.75% 4x3、Hyperion 6.25% 5x5、Lady Angela 9.38% 5･4（母内） | Northern Dancer 18.75% 4x3、Hyperion 6.25% 5x5、Lady Angela 9.38% 5･4（母内） | Northern Dancer 18.75% 4x3、Hyperion 6.25% 5x5、Lady Angela 9.38% 5･4（母内） | [ § 4 ]          |
| 出典                            | 1. 2. 3. 4.                                                                   | 1. 2. 3. 4.                                                                   | 1. 2. 3. 4.                                                                   | 1. 2. 3. 4.      |

- 半弟に京都新聞杯優勝馬トーセンホマレボシ（父：ディープインパクト）、半兄に日経新春杯、シリウスステークス2着馬のダークメッセージ（父：ダンスインザダーク）、半姉に関東オークス2着馬のケアレスウィスパー（父：フジキセキ）がいる。
- 半姉アドマイヤキラメキ（父：エンドスウィープ）の仔にトゥーラックハンデキャップを勝ったトーセンスターダムがいる。
- 近親に活躍馬が多く出ている血統である。
  - 天皇賞（秋）とマイルチャンピオンシップを勝ったカンパニーやアルゼンチン共和国杯を勝ったレニングラード、東京優駿とクイーンエリザベス2世カップを勝ったタスティエーラ、マイラーズカップを勝ったビッグショウリ、中山グランドジャンプを勝ったビッグテースト、種牡馬のスパイキュールがいる。